# IMSP
IMSP(Internet Message Support Protocol, 인터넷 메시지 지원 프로토콜)는 1995년 인터넷 초안에 정의된 내용에 따르면 다음과 같이 함축된다:
인터넷 메시지 지원 프로토콜(IMSP)은 대량 운영에 대한 매개체 내에 메일 준비를 지원하도록 설계되어 있다.메일 접근의 범위를 벗어나는 서비스를 제공하거나 동일 메일 도메인에 위치한 하나 이상의 IMAP4 서버를 구동해야 하는 환경에 속하는 IMAP4 프로토콜 IMAP4와 함께 사용된다. IMSP가 제공하는 서비스들은 확장된 메일박스 관리, 구성 옵션, 주소록이 있다.

IMSP 표준화 작업은 완료되지 못했는데, 그 이유는 애플리케이션 구성 접근 프로토콜(ACAP) 프로토콜의 개발로 인해 IMSP의 기능의 확대집합이 되었기 때문이다.

## 구현체
- IMSP 서버는 CMU에서 다운로드가 가능하다.
- Horde PHP 프레임워크와 애플리케이션은 IMSP를 지원한다.
- Mulberry는 메일 환경 설정과 주소록의 IMSP 스토리지를 지원한다.
- IMSP 주소록 플러그인은 SquirrelMail용으로 이용 가능하다.